# Egnatioides desertus
Egnatioides desertus är en insektsart som beskrevs av Boris Petrovich Uvarov 1926. Egnatioides desertus ingår i släktet Egnatioides och familjen gräshoppor.

## Underarter
Arten delas in i följande underarter:
- E. d. desertus
- E. d. iliensis